# Personaggi di Tempesta d'amore

## I Saalfeld
- Laura Saalfeld: Protagonista della prima stagione, figlia di Werner Saalfeld e Susanne Mahler, sorellastra di Robert Saalfeld, Sandra Zastrow, Moritz Van Norden, Konstantin Riedmuller e William Newcombe. Moglie di Alexander Saalfeld, vive con lui e con sua figlia Hahhah Saalfeld a Bruxelles. Ha anche un altro figlio: Leander Saalfeld che vive a Bichlaim (Baviera). Interpretata da Henriette-Ritcher Rohl.
- Alexander Saalfeld: Protagonista della prima stagione, figlio illegittimo di Charlotte Saalfeld e Alfons Sonnbichler, ma è cresciuto con Werner Saalfeld. Fratellastro di Robert Saalfeld, Marie Bruckner e Melli Konopka. Marito di Laura Saalfeld, vive con lei e sua figlia Hannah Saalfeld a Bruxelles. Ha anche un altro figlio: Leander Saalfeld che vive a Bichlaim (Baviera). Interpretato da Gregory Brian Waldis.
- Hans Werner Saalfeld: Nato sotto il nome di Heinz-Werner Konopka, è il direttore dell'hotel Furstenhof a Bichlaim (Baviera). Prese il cognome Saalfeld quando si sposò con Charlotte Saalfeld. Padre di Robert Saalfeld, Laura Saalfeld, Sandra Zastrow, Konstantin Riedmuller, Moritz Van Norden e William Newcombe. Ha anche un figlio adottivo: Alexander Saalfeld. Interpretato da Dirk Galuba.
- Charlotte Saalfeld:  Figlia adottiva di Ludwig ed Helene Saalfeld, nata Hofer ma scambiata alla nascita con Cosima Saalfeld, vera figlia di Ludwig ed Helene. Figlia biologica dei contadini Hofer e sorella di Beatrice Hofer, sorella adottiva di Elisabeth Saalfeld. Madre di Alexander e Robert Saalfeld, moglie di Werner Saalfeld ed ex fidanzata di Alfons Sonnbichler (da cui nacque Alexander). Interpretata da Mona Seefried.
- Penelope "Poppy" Schweitzer: Conosciuta anche come "Lady Swiss", era la sorella di Natascha Schweitzer e la moglie di Werner Saalfeld. Interpretata da Birte Wentzek.
- Elisabeth Gruber: Figlia minore di Ludwig e Helena Saalfeld. Sorella minore di Charlotte Saalfeld, di Cosima Zastrow e di Luise Preisinger. Madre di Felix Tarrasch Saalfeld.
- Cosima Saalfeld: Arriva al Fürstenhof come governante del dottor Korbinian Niederbühl, giunto per visitare lo studio aperto dal figlio del medico. Al suo arrivo conosce Charlotte Saalfeld per cui non prova simpatia, specialmente da quando Korbinian le rivela che lei e Charlotte sono state scambiate alla nascita e che è lei, Cosima, la vera erede Saalfeld; dopo questa rivelazione Korbinian ha un malore e Cosima sconvolta lo lascia morire. Scoperta la verità, vuole riprendersi ciò che le spetta, inizialmente con l'aiuto di suo figlio Lukas Zastrow, che poi non intenderà più avere parte negli intrighi della madre. Cosima riceverà le quote da Charlotte e gestirà l'albergo con Rosalie e Werner. Trova in Rosalie una valida alleata per i suoi intrighi e in cambio del suo sostegno cerca di aiutare Rosalie ad accalappiare Lukas. Ci riuscirà, infatti Lukas dopo aver rotto con Sandra si metterà con Rosalie e la sposerà, ma poco dopo si convincerà di amare ancora e solo Sandra. Rosalie furiosa vuole vendere le quote e lasciare l'hotel, ma Cosima glielo impedisce somministrandole dei medicinali per simulare un suicidio e facendola cadere in coma. In hotel giunge Gotz Zastrow che vuole il patrimonio della moglie Cosima, ma non riuscirà ad averlo.
- Luise Saalfeld Preisinger: Figlia illegittima di Ludwig, sorellastra di Charlotte, Cosima ed Elisabeth, è stata data per dispersa nello tsunami del 2005, è la madre di Leonie Preisinger.
- Gottfried Saalfeld: È il figlio illegittimo di Ludwig, padre di Christoph e nonno di Boris, fratello adottivo di Charlotte, e biologico di Cosima, Elisabeth e Luise. Zio adottivo di Alexander e Robert, e biologico di Lukas, Markus, Lena e Felix. Ex fidanzato di Christine.
- Leonie Preisinger: Figlia di Luise, ex di Gregor Bergmeister], cugina di Robert Saalfeld.
- Alexander Saalfeld: Primo figlio di Charlotte assieme ad Alfons Sonnbichler, fratello di Robert Saalfeld e di Marie Sonnbichler Bruckner, marito di Laura Mahler e padre di Hannah Saalfeld.
- Laura Mahler: Figlia naturale di Werner e di Susanne Mahler, moglie di Alexander Saalfeld e madre di Hannah Saalfeld.
- Hannah Saalfeld: Figlia di Alexander Saalfeld e Laura Mahler, nipote di Werner Saalfeld, Charlotte Saalfeld e di Alfons Sonnbichler, nipote di Marie Sonnbichler e di Robert Saalfeld, cugina di Valentina Saalfeld.
- Robert Saalfeld: Figlio di Charlotte e Werner, fratellastro di Alexander, Laura, Sandra, Moritz e Konstantin, vedovo di Miriam Von Heidenberg, padre di Valentina Saalfeld e marito di Eva Saalfeld.
- Eva Krendlinger: Figlia naturale di Gustl Sonnbichler, sorella di Jacob Krendlinger, ex fidanzata di Markus Zastrow, seconda moglie di Robert Saalfeld (separazione).
- Miriam Von Heidenberg: Figlia di Wolfgang Von Heidenberg, figliastra di Barbara Von Heidenberg, ex moglie di Felix Tarrasch Saalfeld, prima moglie deceduta di Robert Saalfeld e madre di Valentina Saalfeld.
- Valentina Saalfeld: Figlia di Robert Saalfeld e di Miriam Von Heidenberg.
- Felix Saalfeld: Figlio naturale, ma poi riconosciuto, di Elisabeth Gruber e di Johann Gruber, fratello adottivo di Viktoria Tarrasch, ex marito di Miriam Von Heidenberg e marito di Emma Strobl.
- Emma Strobl: Figlia di Karl e Liesl Strobl, sorella di Rosalie Engel Zastrow, moglie di Felix Tarrasch Saalfeld con il quale avrà due gemelli.
- Christoph Saalfeld: Padre di Tim, Boris, Denise, Viktor e Eleni, fidanzato di Alexandra Bamberghen. Ex fidanzato di Xenia Saalfeld (uccisa dalla sua figliastra Annabelle). Ex marito di Alicia Lindbergh, fratello di Linda Baumfiglio di Gottfried Saalfed e nipote di Ludwing e Helene Saalfed.
- Xenia Saalfeld: Ex moglie deceduta di Cristoph Saalfed, madre di Annabelle, Denise, Viktor, Tim e Boris Saalfed. Figliastra di Eleni ed Emilio Saalfed.
- Viktor Saalfeld: Figlio di Cristoph e Xenia Saalfed, fratello di Tim, Boris, Denise e Annabelle Saalfed, frayellastro di Eleni ed Emilio Saalfed, nipote di Gottfried Saalfed e marito di Alicia Lindbergh.
- Alicia Lindbergh: Sorella di Paul Klee e moglie di Viktor Saalfed, madre di Mia Saalfed, nipote di Anna e Gustav Lindbergh. Ex moglie di Cristoph Saalfed.
- Mia Saalfeld Figlia di Alicia Lindbergh e Viktor Saalfed.
- Boris Saalfeld: Figlio di Cristoph e Xenia Saalfed, fratello di Viktor, Boris, Denise e Annabelle Saalfed, fratellastro di Emilio ed Eleni Saalfed, nipote di Gottfried Saalfed. Marito di Tobias Saalfed.
- Tobias Ehrlinger: Cugino di Romy Lindbergh e Lucy Erlingher e il marito di Tobias Saalfed.
- Tim Saalfeld: Figlio di Cristoph e Xenia Saalfed, fratello di Boris, Denise, Annabelle e Viktor Saalfed, fratellastro di Eleni ed Emilio Saalfed. Marito di Franzi Saalfed e padre di Natalie Saalfed.
- Franzi Krummbiegl: Moglie di Tim Saalfed e madre di Natalie Saalfed.
- Annabelle Saalfeld: Figlia di Cristoph e Xenia Saalfed, sorella di Viktor, Boris, Denise e Tim Saalfed. Sorellastra di Eleni ed Emilio Saalfed.
- Denise Saalfeld: Figlia di Cristoph e Xenia Saalfed, sorella di Viktor, Tim, Boris e Annabelle Saalfed, sorellastra di Eleni ed Emilio Saalfed. Moglie di Joshua Winter.
- Joshua Winter: Figlio di Robert e Madeleine Zellweger, fratellastro di Valentina Saalfed, nipote di Werner e Charlotte Saalfed. Marito di Denise Saalfed.
- Emilio Saalfeld: Figlio di Eva e Cristoph Saalfed, fratellastro di Viktor, Boris, Tim, Denise e Annabelle e Eleni Saalfed.
- Dirk Baumgartner: Ex marito di Linda Braumgarten, padre di Steffen e Caroline Braumgarten.
- Steffen Baumgartner: Figlio di Linda e Dirk Braumgarten, nipote di Cristoph e Xenia Saalfed, cugino di Viktor, Boris, Tim, Denise, Annabelle, Emilio ed Eleni Saalfed. Fratello di Caroline Braumgarten.
- Carolin Baumgartner: Sorella di Steffen Braumgarten, figlia di Linda e Dirk Braumgarten.
- Erik Vogt: Fratello di Florian Vogt, padre adottivo di Josie Klee, marito di Ivonne Klee, figlio di Lothar Vogt e Helene Saalfed.
- Florian Vogt: Fratello di Erik Vogt, figlio di Lothar Vogt e Helene Saalfed, marito di Maya Von Thaleim.

## Gli Zastrow
- Götz Zastrow: Ex marito di Cosima Zastrow, padre di Lukas, Markus e Lena Zastrow, di Ben Sponheim e Miriam Saalfed, ex fidanzato di Beatrice Sthal, Beatrice Degenhardt e Barbara Von Heidemberg.
- Barbara Von Heidenberg: Ex fidanzata di Herbert Sponheim, Robert Saalfed, Yordan Zerwenkow, Lars Hoffmann, Alain Briand, Markus Zastrow e Steffen Oestreich, ex moglie di Wolgwang Von Heidemberg, Werner Saalfed, Paul Wielander e Alfredo Morales Diaz, sorella di Patrizia Dietrich, figlia di Frau Dietrich, madre di Ben Sponheim, Miriam e Robert Saalfed, Lukas, Markus, Lena ed Herr Zastrow.
- Lukas Zastrow: Fidanzato di Annika Brukner  , ex marito di Rosalie Engel, marito di Sandra Zastrow, figlio di Gotz Zastrow e Cosima Saalfed, figliastro di Barbara Von Heidemberg e Poppy Saalfed, fratellastro di Frau Dietrich, Robert e Miriam Saalfed e Ben Sponheim, fratello di Markus, Lena ed Herr Zastrow, padre di Anna Zastrow.
- Sandra Ostermeyer: Ex fidanzata di Giulio, Simon Konopka e Philippe Octoir, moglie di Lukas Zastrow, figlia di Astrid Ostermayer e Werner Saalfed, figliastra di Poppy Saalfed, fratellastra di Robert Saalfed, Moritz Van Norden, Konstantin Riedmuller, Laura Saalfed e William Newcombe e madre di Anna Zastrow.
- Anna Zastrow: Figlia di Lukas e Sandra Zastrow.
- Markus Zastrow: Ex fidanzato di Eva Saalfed, Barbara Von Heidemberg e Gitti Konig, figlio di Gotz e Cosima Zastrow, fratello di Lukas, Herr e Lena Zastrow, fratellastro di Ben Sponheim, Miriam Saalfed e Robert Saalfed.
- Lena Zastrow: Ex fidanzata di Nico, Robert Saalfed e Andre Konopka, ex moglie di Stephan Winter, figlia di Gotz e Cosima Zastrow, figliastra di Barbara Von Heidemberg, sorella di Markus, Herr e Lukas Zastrow, fratellastro di Ben Sponheim, Miriam e Robert Saalfed.

## I Konopka
- André Konopka: Fratello minore di Werner Saalfeld, ex marito di Evelyn Konopka, falso marito di Fiona Marquardt, padre di Simon Konopka; sostituto come chef al Fürstenhof del nipote Robert Saalfeld, ex di Charlotte Saalfeld e di Franziska Schönbauer.
- Simon Konopka: È il sommellier del Fürstenhof, figlio di André Konopka e di Evelyn Konopka, marito di Maike Steenkamp.
- Evelyn Konopka: Ex dottoressa dell'hotel, madre di Simon, ex moglie di André e compagna di Johann Gruber. Nella quarta stagione arriva in hotel e rileva lo studio di Gregor Bergmeister, si riconcilia con la famiglia, ma poi si innamora di Johann e parte con lui per il Canada.
- Fiona Marquardt: Fiona Marquardt (puntate 477-676), interpretata da Caroline Beil, doppiata da Olivia Manescalchi. Arriva al Fürstenhof dopo la presunta morte di Barbara, è fidanzata con un giocatore di golf professionista di cui è manager. Il suo fidanzato la lascia, lei è senza un uomo e senza lavoro, così Werner Saalfeld l'affianca a Viktoria Tarrasch nella direzione dell'hotel. Viktoria è fidanzata con Simon Konopka, ex fiamma di Fiona, e quest'ultima tenta di separare i due, senza riuscirci; le sue mire si spostano sul padre di Simon, André, con il quale Fiona commette l'omicidio di Joshua Obote per impossessarsi di diamante africano di grande valore.
- Maike Konopka: Figlia di Jasper, è al centro del triangolo amoroso in cui ci sono Jacob Krendlinger e Simon Konopka, che diventerà il suo futuro marito.

## I Van Norden - Riedmüller
- Günther Van Norden: Marito deceduto di Doris Van Norden, padre adottivo di Moritz Van Norden. Nella settima stagione si viene a sapere che è morto in seguito ad un incidente e nell'ottava si viene a sapere anche che è stato ucciso con la complicità di Martin Windgassen; in seguito quando Doris viene arrestata, confessa che Martin non c'entra nulla con la morte, e che fu solo lei la colpevole.
- Dolores Van Norden: Appare nella soap dopo aver avuto un guasto all'automobile ed è soccorsa da Werner. I due sembrano non conoscersi, ma in realtà lei sa chi è Werner: anni prima a Buenos Aires avevano avuto una storia d'amore nella quale nacquero Moritz e Konstantin. La donna, però, decise di tenere nascosto il tutto dando in affidamento Konstantin. Quando quest'ultimo tornerà, Doris scoprirà che lui sta fingendo di essere Moritz e in un primo momento, deciderà di denunciarlo, ma si ricrederà nel timore che si scoprano i suoi errori passati. Inoltre si macchierà di un omicidio, ucciderà la zia adottiva di suo figlio, Pilar Riedmüller.
- Moritz Van Norden: Figlio di Doris Van Norden e di Werner Saalfeld, ha un fratello gemello, Konstantin che sua madre ha dato in adozione. È innamorato di Theresa, ma un incidente non permetterà di continuare la relazione con la ragazza.
- Konstantin Riedmüller: Figlio di Doris Van Norden e di Werner Saalfeld, ha un fratello gemello, Moritz, lui a differenza di quest'ultimo viene dato in adozione ma tornerà e ritroverà il suo passato.
- Marlene Riedmüller: Moglie di Konstantin Riedmüller, figlia di Natascha Schweitzer e Veit Bergmann, sorellastra di Karl Bergmann, ex fidanzata di Michael Niederbühl.

## Gli Stahl
- Friedrich Stahl: Padre di Leonard, Niklas e Sophie, di Martin Windgassen, di Luisa Reisiger, ma anche delle gemelle Mara, Mila e Frederik Stahl, vedovo di Gabrielle, marito di Beatrice Hofer, fratello di Johanna e ex marito di Charlotte Saalfeld, nonno di Gabriel, ha avuto una storia con Patrizia Dietrich.
- Gabrielle Stahl: Madre deceduta di Leonard, Niklas e Sophie, moglie di Friedrich. È la madre molto buona e dolce di Leonard; ne parla sempre molto bene.
- Leonard Stahl: Figlio di Friedrich Stahl e Gabrielle, padre di Gabriel. Protagonista della nona stagione, Leonard si innamora di Pauline Jentzsch, ma causa degli intrighi orditi ai suoi danni assieme al padre, i due si lasciano. Viene ingannato da Patrizia e Friedrich in merito alla paternità delle gemelle Mila e Mara ma alla fine riprende in mano la sua vita e parte per Vienna con Pauline dopo averla sposata.
- Pauline Stahl: Nipote di Erich ed Elfride von Weyersbrunn, madre di Gabriel, moglie di Leonard. È la protagonista della nona stagione, nonché la nipote dei fondatori dell'hotel, si innamora di Leonard Stahl, ma a causa degli intrighi orditi ai suoi danni da Leonard e Friedrich lo lascia. Dopo aver scoperto della presunta paternità di Leonard tronca definitivamente con lui e si fidanza con Daniel Brückner, pur amando ancora Leonard. Durante una visita a Vienna, Pauline e Leonard si rimettono insieme. Dopo aver scoperto l'inganno di Friedrich e Patrizia circa la verità sulle gemelle, si sposano e vanno a vivere nella città dove il loro sogno d'amore si è realizzato.
- Julia Stahl: Sorella di Sebastian Wegener, moglie di Niklas Stahl. Arrivata al Fuerstenhof per accompagnare la migliore amica di Sophie e il fratello in modo che quest'ultimo potrebbe avere una cura alla sua malattia, il morbo di Geisger. Sophie chiede poi a Julia di prendere la sua identità prima di morire, Julia inizialmente rifiuta ma poi accetta convinta dal fratello. Alla fine sposerà Niklas.
- Patrizia Dietrich: È la dark lady della nona e decima stagione, ha commesso molti reati come ha soffocato con il cuscino suono nonno Joseph, ha cercato di avvelenare suo ex marito Leonard ed ha avuto una storia di una notte con suo ex suocero Friedrich Stahl e da questa notte sono nata le gemelle che però lei ha fatto credere che erano di Leonard. Sposerà Niklas, fratello di Leonard nella decima stagione e muore uccisa da Friedrich con un colpo di pistola.
- Sophie Stahl: Figlia deceduta di Friedrich e Gabrielle Stahl. Arriva al Fürstenhof nella puntata 2053 assieme al fidanzato Sebastian e a Julia, sorella di lui e sua sosia perfetta. Viene investita da Patrizia e muore subito dopo, chiedendo a Julia di spacciarsi per lei.
- Martin Windgassen: Figlio di Friedrich Stahl. È l'ex parroco di Bichelheim. È molto amico di Xaver Steindl, ha avuto una storia con Doris Van Norden e Kira König. Lascia l'hotel dopo aver perso l'incarico di sacerdote assieme ad Hélène, ex suora di cui è innamorato. Torna per il matrimonio di Pauline e Leonard.
- Mila Gabrielle Stahl Figlia di Friedrich Stahl e Patrizia Dietrich.
- Mara Dietrich Figlia di Friedrich Stahl e Patrizia Dietrich e sorella gemella di Mila.

## Gli Schwarzbach
- Markus Schwarzbach: Padre di Noah Schwarzbach e  Veronica Schwarzbach, ex marito di Alexandra Schwarzbach.
- Alexandra Schwarzbach: Ex moglie di Markus Schwarbach, madre di Noah Schwarzbach, Veronica Schwarzbach e di Eleni Schwarzbach Saalfed.
- Eleni Schwarzbach Saalfed:  Figlia di Cristoph Saalfed e di Alexandra Schwarzbach, moglie di Leander Saalfed, sorellastra di Veronika e di Noah Schwarzbach.
- Noah Schwarzbach: Fratello di Veronica Schwarzbach, fratellastro di Eleni saalfeld , figlio di Alexandra e Markus Schwarzbach.
- Veronika "Vroni" Schwarzbach: Sorella di Noah Schwarzbach, sorellastra di Eleni saalfeld , figlia di Alexandra e Markus Schwarzbach.

## I Von Thalheim
- Almuth von Thalheim:
- Marc von Thalheim:
- Birgit von Thalheim:
- Quirin von Thalheim:
- Margot von Thalheim:
- Selina von Thalheim:
- Cornelius von Thalheim:
- Maja von Thalheim:
- Constanze von Thalheim:
- Pascal von Thalheim:
- Heinrich von Thalheim:
- Judith von Thalheim:
- Henning von Thalheim:
- Manuela von Thalheim:

## I Reisiger-Stürzebecker
- Marta Reisiger: È malata all'ospedale, ex amante di Friedrich Stahl e madre di Luisa Reisiger. Muore nel corso della decima stagione davanti alla figlia.
- Hermann Stürzebecher: È il patrigno di Luisa, ex marito di Marta, e avvocato grande amico di Friedrich Stahl, compagno di Beatrice Hofer. Arriva nella decima stagione per il funerale di Sophie Stahl, diventa l'avvocato difensore di Sebastian e Julia Wegener. Muore nell'undicesima stagione per un infarto tra le braccia di Luisa, poco prima di rivelarle di essere la vera figlia di Friedrich.

## I Wegener e Raspe
- Sebastian Wegener: Fratello di Julia e fidanzato di Sophie, ex amante di Patrizia Dietrich, marito di Isabelle, padre di Paul, ex fidanzato e innamorato di Luisa Reisiger. Arriva alla fine della nona stagione con Sophie, la sua fidanzata e sua sorella Julia per avere una cura. Nel corso della decima stagione ricatta sua sorella perché finga di essere Sophie e possa curarsi. È protagonista dell'undicesima stagione insieme a Luisa Reisiger.
- Isabelle Raspe: È l'ex moglie di Sebastian e madre di Paul, ex cognata di Julia. Arriva nell'undicesima stagione dove si viene a sapere che Sebastian è ancora sposato con lei e si allea con Beatrice.
- Paul Raspe: Figlio di Sebastian e Isabelle, nipote di Julia, figliastro di Luisa. Arriva nell'undicesima stagione insieme alla madre e si viene a sapere che ha la stessa malattia di suo padre.
- Rudiger Raspe: È il marito di Ankatrink, padre di Isabelle e nonno di Paul. Friedrich gli telefona per convincerlo a pagare la terapia di Paul ma senza successo, non va molto d'accordo con la figlia e nemmeno con l'ex genero Sebastian soprattutto dopo che quest'ultimo gli ha rubato dei soldi per pagarsi la terapia. Si viene a sapere nella 2485 che è deceduto.
- Ankatrink Raspe: È la moglie di Rudiger, madre di Isabelle e nonna di Paul. In realtà solo il nome è veritiero, perché in realtà la persona che telefona a Friedrich per convincerlo che è stata lei a consegnare i soldi a Isabelle è una barbona pagata da Beatrice perché dica così.
- Bertram Liebig: È il cugino di Sebastian e Julia.

## I Gruber
- Johann Gruber: Figlio di contadini, ex giardiniere del Fürstenhof, amico dei Sonnbichler, vedovo e grande amore di Elisabeth Saalfeld Gruber, padre naturale di Felix Tarrasch Saalfeld, padre adottivo di Samia Obote Gruber Bergmeister e compagno di Evelyn Konopka.